# Wisdom Fofo Agbo
Wisdom Fofo Agbo, né le 25 juin 1979 au Ghana, est un footballeur international hongkongais d'origine ghanéenne, jouant au poste de défenseur.
Il compte 12 sélections en équipe nationale depuis 2013. Il joue actuellement pour le club chinois de Harbin Yiteng.

## Biographie

### Carrière internationale
Wisdom Fofo Agbo est convoqué pour la première fois par le sélectionneur national Kim Pan-gon pour un match amical face à la  Birmanie le 6 septembre 2013 (0-0).
Il compte 5 sélections et zéro but avec l'équipe de Hong Kong depuis 2013.

## Palmarès

### En club
- Avec le TSW Pegasus :
  - Vainqueur de la Coupe de Hong Kong en 2010